# Potamogeton natans
Potamot nageant, Potamot flottant, Épi d'eau
Espèce
Statut de conservation UICN

LC : Préoccupation mineure
Potamogeton natans, le Potamot nageant, Potamot flottant ou Épi d'eau, est une espèce de plantes à fleurs aquatiques de la famille des Potamogetonaceae.

## Description
Organes reproducteurs

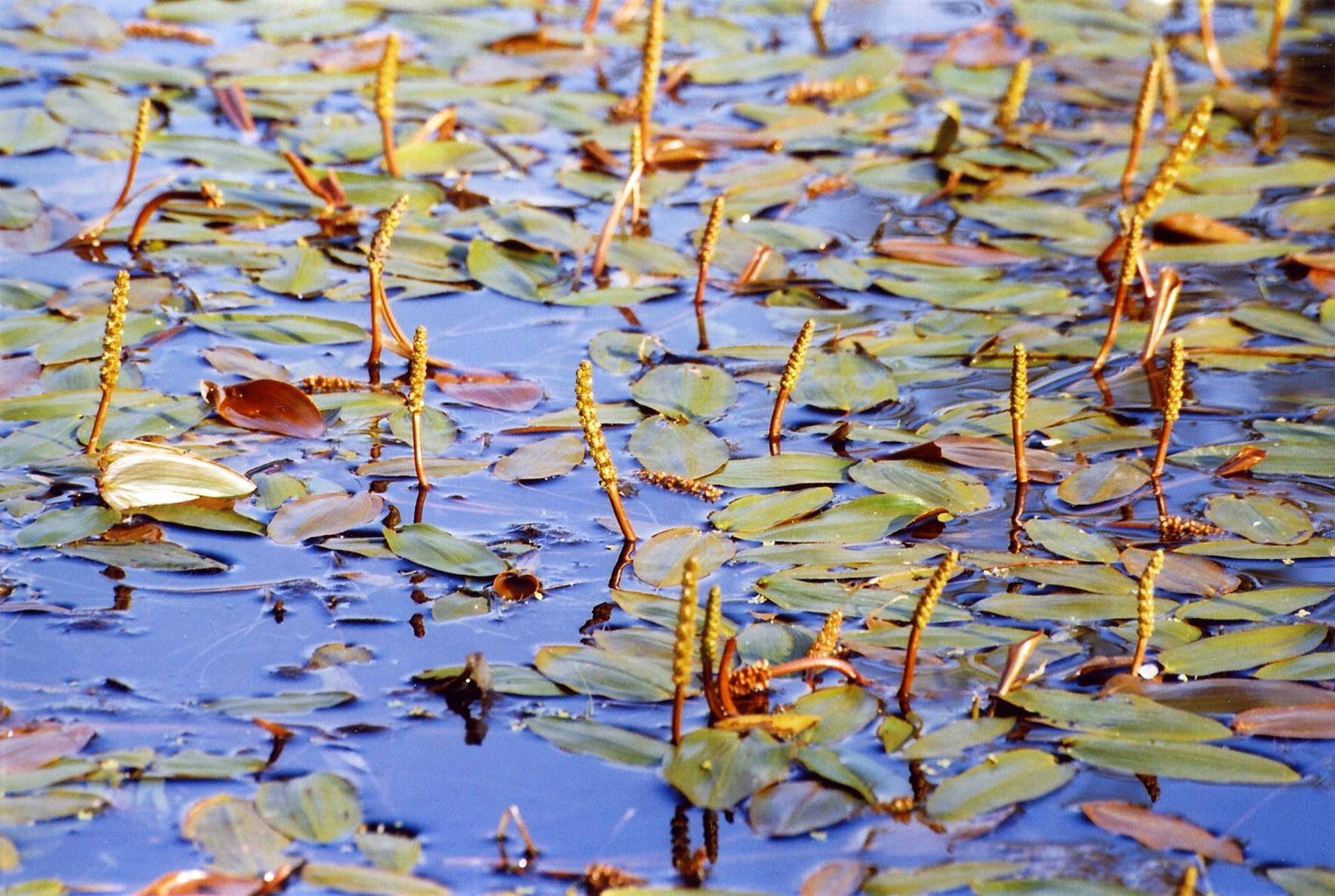
Feuilles et inflorescences.

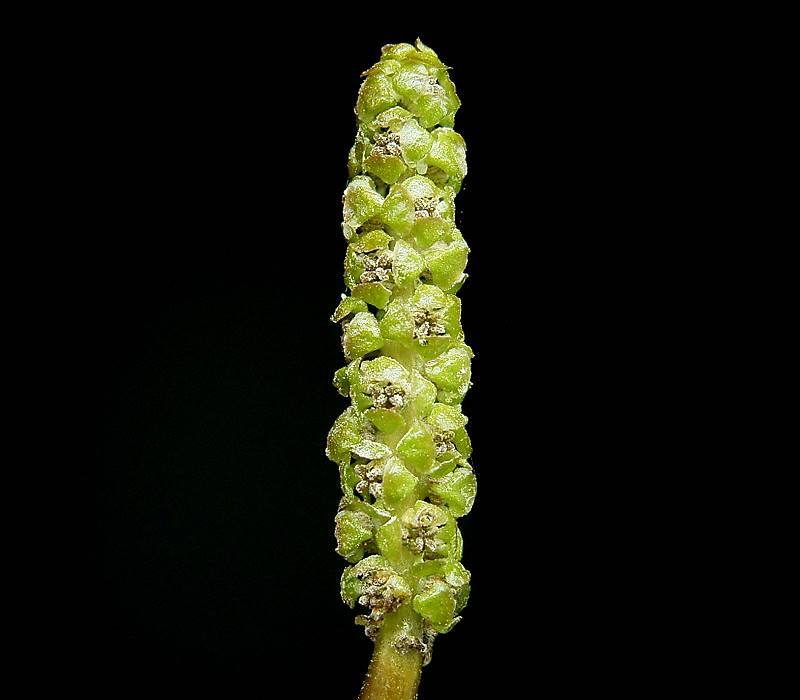
Inflorescences.

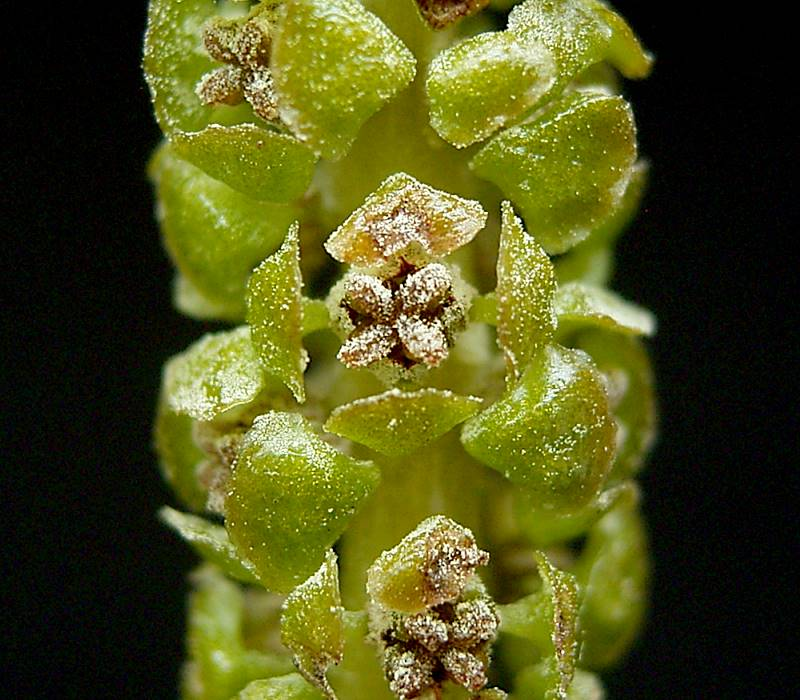
Détail de l'inflorescence.

- Couleur dominante des fleurs : vert
- Période de floraison : juillet-octobre
- Inflorescence : épi simple
- Sexualité : hermaphrodite
- Pollinisation : anémogame

Graine
- Fruit : akène
- Dissémination : hydrochore

Habitat et répartition
- Habitat type : herbiers vivaces enracinés dulcaquicoles européens, des eaux profondes, eutrophiles à oligotrophiles, planitiaire à collinéen
- Aire de répartition : cosmopolite

Données d'après : Julve, Ph., 1998 ff. - Baseflor. Index botanique, écologique et chorologique de la flore de France. Version : 23 avril 2004.

## Liste des taxons de rang inférieur
Liste des formes selon GBIF (4 septembre 2021) :
- Potamogeton natans f. natans
- Potamogeton natans f. submersus

## Systématique
Le nom scientifique complet (avec auteur) de ce taxon est Potamogeton natans L..
Ce taxon porte en français les noms vernaculaires ou normalisés suivants : Potamot nageant,,,, Potamot flottant,, Épi d'eau.
Potamogeton natans a pour synonymes :
- Buccaferrea natans (L.) Bubani
- Potamogeton affinis Boenn.
- Potamogeton affinis Boenn. ex Cham. & Schlecht.
- Potamogeton besseri Steud.
- Potamogeton corsicus Rouy, 1904
- Potamogeton fluitans var. petiolatus (Wolfg.) Nyman
- Potamogeton kirkii Syme
- Potamogeton morongii A.Benn.
- Potamogeton natans f. angustifolius Regel
- Potamogeton natans f. lancifolius (Fieber) Rchb.
- Potamogeton natans f. ovalifolius (Fieber) Rchb.
- Potamogeton natans f. vulgaris Rchb.
- Potamogeton natans subsp. ellipticus Gaudin
- Potamogeton natans subsp. explanatus (Mert. & W.D.J.Koch) K.Richt., 1890
- Potamogeton natans subsp. kirkii (Syme) Nyman
- Potamogeton natans subsp. petiolaris (C.Presl) Arcang., 1882
- Potamogeton natans subsp. petiolatus (Wolfg.) K.Richt.
- Potamogeton natans subsp. vulgaris Gaudin
- Potamogeton natans var. angustifolius G.Mey., 1836
- Potamogeton natans var. fluviatilis Fr., 1828